# Aérodrome d'Étampes - Mondésir
Pour les articles homonymes, voir Mondésir.
L’aérodrome d’Étampes - Mondésir (code OACI : LFOX) est un aérodrome ouvert à la circulation aérienne publique (CAP), situé sur la commune de Guillerval à 7,5 km au sud-ouest d’Étampes dans l’Essonne (région Île-de-France, France).
Il a pris la place de la Base aérienne 251 Étampes-Mondésir, en 1967.
Il est utilisé pour la pratique d’activités de loisirs et de tourisme (aviation légère).

## Histoire
L’histoire de l’aérodrome démarre en mars 1910 avec l’arrivée de l’école Farman puis en juin de celle de Louis Blériot. En 1914, une école militaire remplace cette dernière. Elle sera l'une des plus actives écoles d'aviation militaire de la Première Guerre mondiale, avec celles des bases situées près des villes de Chartres, d'Istres ou encore d'Avord.
Malgré le stockage des avions démobilisés en 1918, en 1920, l’aérodrome est référencé comme pouvant accueillir des avions commerciaux. Durant l’entre-deux guerres, l'aérodrome accueillait surtout des escadrons de chasse et bombardement. Il était alors connu sous le nom de base aérienne 251 Étampes-Mondésir.
En septembre 1929 s’ouvre l’école de perfectionnement au pilotage de l'armée de l'air, suivie en 1931 par la constitution de la patrouille d'Étampes, ancêtre de la Patrouille de France. En 1933, devant l'accroissement de l'utilisation du site, deux terrains furent aménagés à Gaudreville puis à Angerville. L'école est alors placée sous les ordres du chef de bataillon Raoul Augereau, jusqu'en 1934.
En 1939, un accroissement de l'emprise au sol du site principal, prévu par arrêté ministériel, n'est jamais mis en œuvre en raison de l'entrée en guerre. Dès 1940, la Luftwaffe utilise le terrain et y aménage une aire bétonnée et vingt places de stationnement.
En 1946, l’aérodrome est principalement attribué à l’Armée de l’air avant de devenir un centre de transmission et d’être démantelé en 1967, devenant ainsi un simple terrain d’aviation pour le tourisme et le vol à voile. En 1988, le site est racheté par Aéroports de Paris, puis en 1989, l’aérodrome récupère l’ensemble du trafic de l’aérodrome de Guyancourt.

## Situation
| \| 20 km1:401 000 \| Beynes - Thiverval Chavenay - Villepreux Chelles Coulommiers Fontenay-Trésigny La Ferté-Alais Lognes-Émerainville Mantes - Chérence Meaux - Esbly Melun-Villaroche Moret - Épisy Nangis Les Loges Saint-Cyr-l'É. Les Mureaux Étampes Charles-de-Gaulle Le Bourget Orly Pontoise - Cormeilles-en-V. Paris-Saclay-Versailles Issy-les-M. Villacoublay |
| 20 km1:401 000 |

## Installations
L’aérodrome occupe un terrain de 112 hectares situé entre la route nationale 20 et la voie ferrée.
Il dispose de deux pistes orientées est-ouest (06/24) et équipées d’un balisage diurne :
- une piste bitumée longue de 700 mètres et large de 22,5 ;
- une piste en herbe longue de 1 230 mètres et large de 50.

S’y ajoutent onze hangars de stationnement d'aéronefs, une station d’avitaillement en carburant (100LL).
Depuis le 15 juillet 2021, date à laquelle les services de la circulation aérienne ne sont plus assurés, l'aérodrome est non contrôlé et les communications s’effectuent en auto-information sur la fréquence de 119,050 MHz.

## Activités

### Construction amateur
- Association Réseau du Sport de l'Air Mondésir (ARSAM)
- Racer Club "Jacques Cholot"

### Loisirs et tourisme
- Aéroclub Brocard
- Aéroclub des Cheminots
- Aéroclub de l'Essonne
- Aéroclub des Finances
- Aéroclub des Navigants
- Aéroclub François Richet
- Centre de pilotage régional
- Espace Formation ULM
- Groupement aéronautique du ministère de l’Air (GAMA)

### Sociétés implantées
- Étampes Aéro Maintenance